# (784) Pickeringia
(784) Pickeringia ist ein Asteroid des Hauptgürtels, der am 20. März 1914 vom US-amerikanischen Astronomen Joel H. Metcalf in Winchester entdeckt wurde.
Benannt wurde der Asteroid nach den US-amerikanischen Astronomen Edward Charles Pickering und William Henry Pickering.